# Zwiebelzwerg Verlag
Der Zwiebelzwerg Verlag ist ein deutscher Verlag in Willebadessen. 1977 wurde er von Gregor Schell in Düsseldorf gegründet, kurzzeitig hatte er einen zweiten Gesellschafter, der das Unternehmen Ende 1984 verließ. 1985 wurde der Verlag von einer GmbH in eine Inhaberfirma (Zwiebelzwerg Verlag, Leonie Laufenburg e.K.) umgewandelt. Im folgenden Jahr wurde eine Zweigstelle in Altenbeken-Buke eröffnet. 1988 zog der Verlag in den Nordtrakt des ehemaligen Benediktinerinnenklosters Willebadessen um. 1994 wurde im Ort ein Haus erworben, in dem der Zwiebelzwerg Verlag seither residiert.

## Veröffentlichungen
Der Verlag hatte zunächst kleinere Lyrikbände und Literaturzeitschriften veröffentlicht; ab 1979 auch die „Düsseldorfer Musikzeitung“, zeitweise mit einer Auflage von mehreren zehntausend Exemplaren als Sprachrohr von Musikern der jungen deutschen Musikszene um Köln, Düsseldorf, Hagen und Moers. 1981 begann der Verlag mit der „Caspar-Zeitung für Frieden mit Kindern“ in Zusammenarbeit mit verschiedenen Wissenschaftlern und Autoren, u. a. Hans A. Pestalozzi.
Bisher wurden mehr als 900 Titel herausgegeben; bekannt ist der Verlag u. a. für seine über 50 Anthologien.
Thomas Kling veröffentlichte 1977 seinen ersten Gedichtband Der Zustand vor dem Untergang im Zwiebelzwerg Verlag – nach Vorarbeiten mit dem Verleger noch in beider Schulzeit. Edward Kienholz gab Thomas Kling das einzige bekannte Interview auf Deutsch in der Zeitschrift „Zwiebelzwerg-Zeitschrift für Kunst und Soziales“. Joseph Beuys überließ dem Verlag Zeichnungen zum Abdruck frei. Der Zwiebelzwerg Verlag war Ende der 1970er und Anfang der 1980er Jahre das Sprachrohr der AL (Alternative Liste) in Düsseldorf. 1987 kam das auch in Blindenschrift veröffentlichte Buch Tohuwabohus tanzen im Kopf von Heike Laufenburg und Gregor Schell heraus.
Seit 2007 erscheint im Zwiebelzwerg Verlag eine Buchreihe türkischer Sagen aus der primären Sammlung von Necati Demir, Professor an der Universität in Sivas und seit 2009 an der Universität in Ankara. Damit soll die ursprünglich mündliche Sagentradition der Türkei nicht nur vor der Vergessenheit bewahrt, sondern auch in deutscher Sprache übertragen werden. Es erscheinen Bücher für Erwachsene in deutscher Sprache und eine Buchreihe mit 24 Bänden für Kinder in Deutsch und Türkisch. Die Bücher sind übersetzt von I. Özbakir und illustriert von Heike Laufenburg. Auf einer eigenen Homepage werden die Arbeiten vorgestellt, die Kinderbücher sind vollständig als freier Download verfügbar.
Neben den türkisch-deutschen Sagen erscheinen aber auch eine Vielzahl von heimischen Titeln für Kinder und Jugendliche, so dass bis 2015 Märchen- und Kinderbücher bereits ein gutes Drittel der erscheinenden Titel ausmachen. Obgleich der Schwerpunkt auf dem gedruckten Text liegt, sind die Bücher vielfach illustriert und mit farbigen Aquarellen versehen.
Nicht nur im Kinderbuchbereich, sondern auch in der Veröffentlichung allgemeiner Belletristik werden seit Verlagsgründung zweisprachige Bücher veröffentlicht, bei denen fremdsprachige den deutschen Texten zugefügt werden. So erschienen schon früh Bücher in Finnisch, Schwedisch, Italienisch, Türkisch, Rätoromanisch, Tiroler Dialekt und anderen Sprachen.
Seit 2010 veröffentlicht der Verlag auch Vorzugsausgaben mit Originalgrafiken sowie handgebundene Künstlerbücher in der „Edition Heike Laufenburg“ in Kleinauflage. Diese Bücher sollen eine Verbindung von mittelalterlichen Buchideen und moderner künstlerischer Gestaltung darstellen.

## Autoren
In früherer Zeit erschienen Bücher bekannter Frauenrechtlerinnen, wie Lily Braun, Hedwig Dohm und Bertha von Suttner.
Bedeutende Autoren der ersten Jahre waren u. a. Thomas Kling, Frantisek Halas, Andreas F. Kelletat, Manfred Peter Hein, Klaus De Rottwinkel, Sabine Werz und Heike Laufenburg.
In den späteren Jahren wurden die Bücher vieler Autoren aus dem In- und Ausland veröffentlicht.
Unter anderem: Uwe Berger, Brigitta Weiss, Harald K. Hülsmann, Adam Inczédy-Gombos, Asa Moberg, Dirk Stermann, Heinz Oelfke, Nicoleta Craita Ten’o.